# Ulrich Gerstner
Ulrich Gerstner (* 1954 in Nienburg (Saale)) ist ein deutscher Politiker (SPD) und war von 1994 bis Oktober 2014 Landrat des Landkreises Bernburg bzw. des Salzlandkreises.

## Leben
Gerstner absolvierte eine Berufsausbildung mit Abitur im Sodawerk Staßfurt. Später studierte er Betriebswirtschaft an der Technischen Hochschule Magdeburg sowie Berufspädagogik an der Technischen Universität Dresden. Gerstner arbeitete anschließend als Berufsschullehrer am Zementwerk Bernburg. Im Jahr 1990 wurde er Leiter der gewerblich-technischen Berufsschule Bernburg. In den Jahren 1994 bis 2007 war er Landrat des Landkreises Bernburg. Als der Landkreis am 1. Juli 2007 im Zuge der Kreisgebietsreform in Sachsen-Anhalt im neuen Salzlandkreis aufging, wurde Gerstner Landrat des neuen Landkreises. Im Jahr 2014 verzichtete er auf eine erneute Kandidatur und schied aus diesem Amt aus. Neuer Landrat wurde Markus Bauer.
Neben seiner Tätigkeit als Landrat war Gerstner von 2001 bis zum 1. Juni 2013 Vizepräsident des Landkreistages Sachsen-Anhalt. Am 1. Juni 2013 wurde er neuer Präsident des Landkreistages und löste damit Michael Ermrich ab, der Ende Juni geschäftsführender Präsident des Ostdeutschen Sparkassenverbandes wurde. Neuer Vizepräsident wurde der Landrat des Burgenlandkreises Harri Reiche. Gerstner selbst bekleidete das Amt des Präsidenten bis zu seinem Ausscheiden als Landrat im Jahr 2014. Neuer Präsident des Landkreistages Sachsen-Anhalt wurde Michael Ziche.
Im Dezember 2016 erhielt er das Bundesverdienstkreuzes am Bande.